# كولن غيل
كولن غيل (بالإنجليزية: Colin Gale)‏ (31 أغسطس 1932 في المملكة المتحدة - 27 أكتوبر 2008 بويلز في المملكة المتحدة) هو لاعب كرة قدم ويلزي في مركز الدفاع. لعب مع كارديف سيتي ونادي نورثامبتون تاون.